# Kommunalwirtschaft (Gemeinde)
Der Begriff Kommunalwirtschaft bezeichnet in Deutschland  die Gesamtheit der wirtschaftlichen Betätigung einer kommunalen Gebietskörperschaft (Gemeinde, Stadt, Landkreis). Die Kommunalwirtschaft ist Bestandteil der im Art. 28 Abs. 2 des Grundgesetzes (GG) normierten kommunalen Selbstverwaltung und gewährleistet wesentliche Teile der Daseinsvorsorge einer Kommune.

## Ziel und Gegenstand der Kommunalwirtschaft
Ziel der Kommunalwirtschaft ist die Erbringung von Leistungen und/oder die Herstellung von Produkten zur Daseinsvorsorge als originäre ökonomische Betätigung. Gegenstand der kommunalwirtschaftlichen Betätigung sind in erster Linie die Versorgung mit Energie, die Versorgung mit Trinkwasser, die Entsorgung von Abwasser und Müll, die Verwertung von Reststoffen, die Erbringung öffentlicher Verkehrsleistungen, die Erbringung von Gesundheitsleistungen, die Bereitstellung und/oder Bewirtschaftung von Wohnraum und öffentlich genutzten Flächen und Immobilien, die Bereitstellung elementarer Finanzdienstleistungen (Sparkassen) und die Bereitstellung von grundlegenden Leistungen der Kommunikation. Dazu gehören auch der Betrieb von Friedhöfen und Krematorien.
Weitere Teile der Daseinsvorsorge, vor allem Bildung, Kultur und Soziales sind nicht unmittelbarer Gegenstand der kommunalwirtschaftlichen Betätigung, werden aber mit zunehmender Tendenz auch innerhalb kommunalwirtschaftlicher Strukturen erbracht. Ergänzende Leistungen, wie z. B. Datenverarbeitung, Garten- und Landschaftsbau und Wirtschaftsförderung gehören nicht zur Daseinsvorsorge. Für die Zuordnung von Tätigkeitsbereichen ist in erster Linie das Europäische Recht maßgeblich. Danach fallen nur solche Unternehmen, die wirtschaftliche Interessen verfolgen, unter die Kategorie „öffentliche“ bzw. „kommunale Unternehmen“. Verfolgen Unternehmen in öffentlichem Besitz ausschließlich nicht-wirtschaftliche Interessen, wie im Kulturbereich Theater, Museen und Orchester oder werden sie in Ausübung hoheitlicher Gewalt tätig, so fallen sie nicht unter den Begriff „öffentliche Unternehmen“ und sind daher auch kein Teil der Kommunalwirtschaft.

## Strukturen und Rahmen der Kommunalwirtschaft
Da die kommunalen Gebietskörperschaften im Rahmen des Verwaltungsaufbaus der Bundesrepublik Deutschland Teil der Länder sind, werden daher in den Kommunalverfassungen (Gemeindeordnungen) wesentliche Aspekte der wirtschaftlichen Betätigung (Kommunalwirtschaftsrecht) normiert. Dabei soll die wirtschaftliche Betätigung in einem angemessenen Verhältnis zu den tatsächlichen Erfordernissen der Erbringung einer Leistung (Bedarf) stehen und die finanzielle Situation der jeweiligen Gebietskörperschaft beachten. In einigen Segmenten kollidiert die kommunalwirtschaftlichen Betätigung, die wettbewerblich und meistens auch gewinnbringend betrieben wird (z. B. Energie, Wohnungswirtschaft, Krankenhäuser, Verkehr) mit privatwirtschaftlichen Betätigungen, in anderen wiederum gibt es ein naturgebundes Oligopol (Wasserversorgung).
Die Strukturen der Kommunalwirtschaft werden von den Kommunen im Rahmen ihrer Organisationshoheit, die allerdings zum Teil erheblichen landesrechtlichen Einschränkungen unterliegt, betrieben. Die wirtschaftliche Betätigung der Kommunen findet zum einen in öffentlich-rechtlichen Strukturen statt. Beispiele sind:
- Eigen- und Regiebetriebe innerhalb der Kernverwaltung der kommunalen Gebietskörperschaften,
- kommunale Zweckverbände (vor allem bei Wasser/Abwasser, Verkehr und Entsorgung),
- in einigen Bundesländern auch organisationsrechtliche Mischformen, in erster Linie die Anstalten öffentlichen Rechts (AöR).

Zum anderen erfolgt die Betätigung in privatrechtlichen Strukturen. Beispiele dafür sind:
- Gesellschaften mit beschränkter Haftung (das ist die Hauptorganisationsform),
- in seltenerem Maße Aktiengesellschaften, die jeweils vollständig in kommunalem Eigentum sind oder
- zunehmend auch eigentumsrechtliche Mischstrukturen unter Beteiligung der Privatwirtschaft als Minderheitseigentümer und der Maßgabe, dass die kommunale Gebietskörperschaft maßgeblichen Einfluss behält (auch als öffentlich-private Partnerschaften (ÖPP) bezeichnet).[2]

Privatrechtliche Gesellschaften, die ganz oder mehrheitlich im privaten Besitz sind, können im Vertragswege die Aufgaben im Auftrag der Kommunen erledigen (normierte Aufgabenträgerschaft bei kommunalen Pflichtaufgaben oder vom Land übertragenen Aufgaben).
Die strategische Ausrichtung, Führung und Kontrolle der kommunalwirtschaftlichen Strukturen erfolgt über die demokratisch legitimierten Gremien der Gemeinden und Kreise und die demokratisch gewählten Amtsträger (Oberbürgermeister, Bürgermeister, Landräte). Für die operative Führung und Kontrolle bestehen in den Verwaltungen der Gemeinden und Kreise entsprechende Organisationsstrukturen. Auch wenn Kommunen bei öffentlich-privaten Partnerschaften bestimmte Leistungen auslagern, tragen sie immer die finale Verantwortung.

## Kommunalwirtschaft und Europäische Union
Die rechtlichen, strukturellen und institutionellen Rahmenbedingungen der kommunalen Selbstverwaltung unterscheiden sich in den einzelnen EU-Ländern eher tendenziell denn grundlegend. In den meisten EU-Ländern hat die kommunale Selbstverwaltung einen mit Deutschland vergleichbaren Stellenwert; in Skandinavien und Dänemark haben die Kommunen und mithin auch deren Kommunalwirtschaft in Relation zu ihren deutschen Pendants sogar ein deutlich höheres Gewicht. Gemeinsam sei allen Staaten, dass die Leistungen der Daseinsvorsorge vermehrt dem Druck der Märkte ausgesetzt sind. Das Europäische Konzept für öffentliche Dienstleistungen kennt „Leistungen von allgemeinem wirtschaftlichem Interesse“. Nur bei diesen ist es eingeschränkt zulässig, besondere Regelungen entgegen dem Wettbewerbsrecht einzuführen. Obwohl die Grenze zwischen wirtschaftlichen und nichtwirtschaftlichen Leistungen im Lissaboner Vertrag unscharf bleibe, sei deutlich geworden, dass auch liberalisierte öffentliche Leistungen nicht in einem reinen Marktregime vorgehalten werden können, sondern immer auch Ansatzpunkte für staatliche Regulierung bieten.
Kritisch, auch im Sinne des EU-Beihilferechts, wird immer wieder die Möglichkeit gesehen, dass kommunale Unternehmen Wettbewerbsvorteile genießen würden. So steht beispielsweise der Finanzausgleich zwischen verschiedenen kommunalen Betrieben im steuerlichen Querverbund (z. B. bei Stadtwerken) immer wieder auf dem rechtlichen Prüfstand. Was jedoch den Vergleich hinsichtlich Effizienz zwischen privaten und kommunalen Unternehmen betrifft, so gibt es entgegen landläufiger Meinung keine grundlegenden Unterschiede.